# Dortmund-Ems-Kanal-Schiff
Ein Dortmund-Ems-Kanal-Schiff ist ein Binnenschiffstyp. In den Niederlanden wird dieser Schiffstyp auch Dortmunder genannt.

## Beschreibung
Der Dortmund-Ems-Kanal war bei seiner Eröffnung 1899 für ein Regelschiff mit 67 Meter Länge, 8,20 Meter Breite, einem Tiefgang zwischen 1,75 bis 2,00 Metern und einer Tragfähigkeit zwischen 600 und 750 Tonnen ausgelegt, das den Dortmund-Ems-Kanal in voller Länge befahren kann. Diese Schiffe entsprachen dem Dortmund-Ems-Kanal-Maß. Zunächst wurden fast ausschließlich Schleppkähne dieses Maßes verwendet, später kamen vermehrt Motorgüterschiffe in Gebrauch. Nach dem Ausbau in den Jahren 1952 bis 1959 kann ein Dortmund-Ems-Kanal-Schiff bei gleicher Länge und Breite maximal 1000 Tonnen befördern und hat einen maximalen Tiefgang von 2,50 Metern. Die nach dem Ausbau in den 1950er Jahren in Fahrt gekommenen Schiffe sind Gustav-Koenigs-Schiffe.